# Lore Lindu nationalpark
Lore Lindu nationalpark ligger i centrala delen av den indonesiska ön Sulawesi. Den täcker en yta av 2 180 km² och inriktades 1982. Parken består av lågland och bergstrakter som främst är täckta av skog. Här lever flera sällsynta arter, däribland 77 fåglar som är endemiska för Sulawesi. Parken är ett av Unescos biosfärområden. Förutom det rika växt- och djurlivet hittas i parken flera megalitiska monument från 1300-talet.
Flera dalgångar som begränsar nationalparken var ursprungligen fyllda med vatten som bildade insjöar. Sjöarna försvann efter sedimentavlagringar. Den enda sjön som finns kvar är Lindu (Danau Lindu).
Klimatet är alltid tropisk och fuktig. I låglandet varierar temperaturen bara mellan 26°C och 32°C. I höglandet sjunker temperaturen med ungefär 6°C per 1100 meter höjdskillnad. Nederbördsmängden är störst under monsunen mellan november och april.
I sjön Lindu lever två endemiska fiskar, Oryzias bonneorum och Oryzias sarasinorum, samt en endemisk krabba, Parathelphusa linduensis. Bland däggdjur som bara hittas på Sulawesi och som lever i nationalparken kan nämnas tonkinmakak (Macaca tonkeana), ett hjortsvin (Babyrousa celebensis), dvärgspökdjur (Tarsius pumilus), Tarsius dentatus, Sulawesikuskus (Ailurops ursinus), Strigocuscus celebensis, ett råttdjur (Taeromys celebensis), Celebespalmmård (Macrogalidia musschenbroekii) och en flyghund (Rousettus linduensis). I parken hittas även Maleohönan (Macrocephalon maleo), två ormar (Elaphe erythrura och  Elaphe janseni) och en padda (Ingerophrynus celebensis)  som är endemiska för Sulawesi.

## Bildgalleri

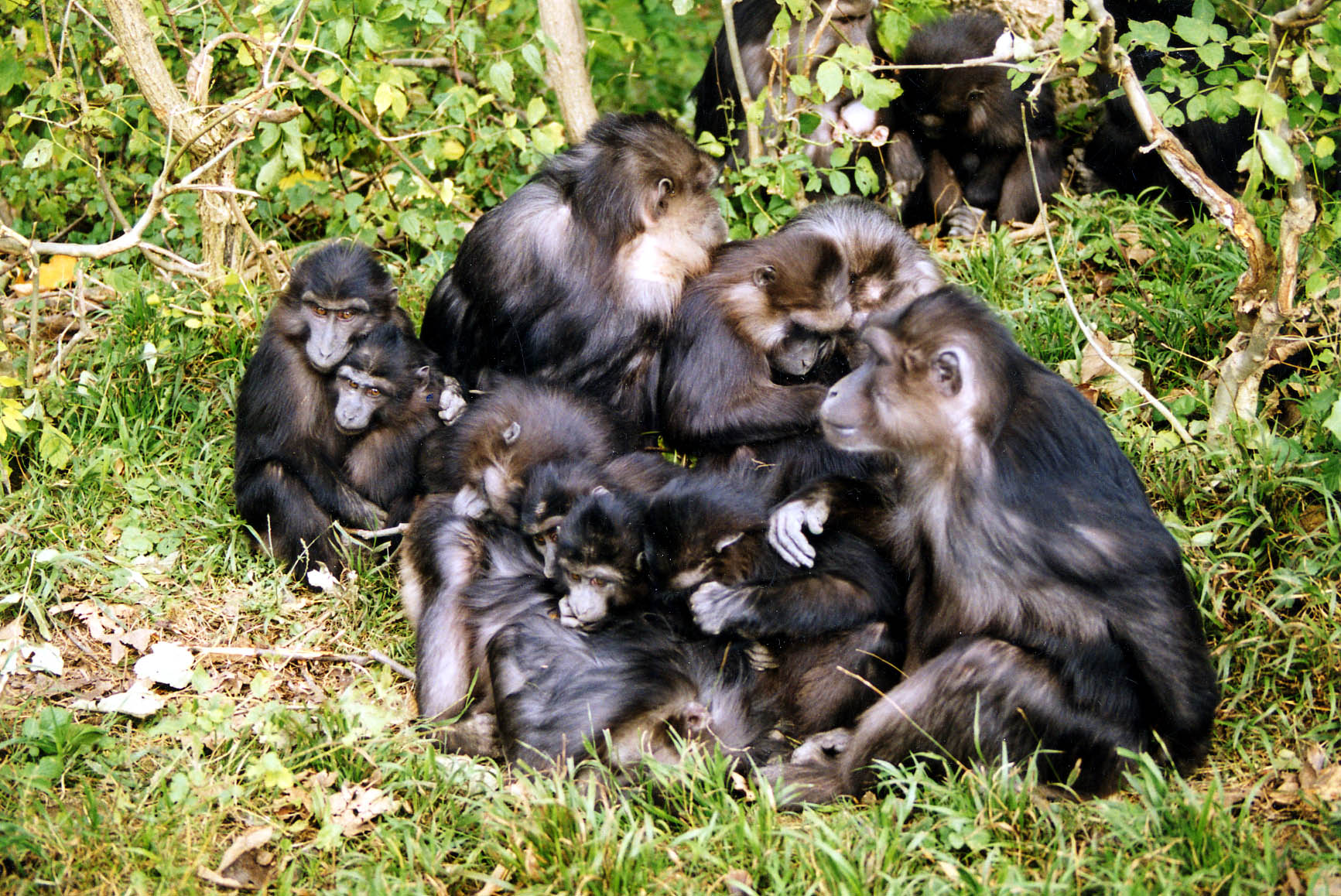
Grupp av tonkinmakaker
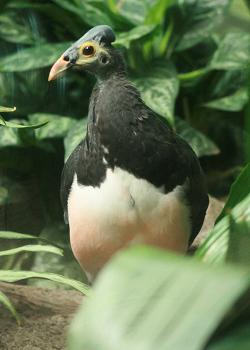
Maleohöna
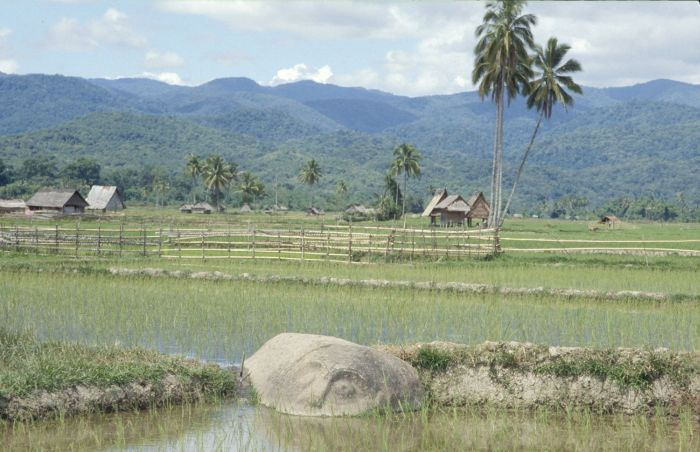
Megalitiska monument på centrala Sulawesi